# Am Pletzerturm (Düren)
Die Straße Am Pletzerturm in der Kreisstadt Düren (Nordrhein-Westfalen) ist eine alte historische Innerortsstraße.

## Lage
Die Straße führt von der Waisenhausstraße zur Kölnstraße. Auf der östlichen Straßenseite steht der denkmalgeschützte Pletzergassenturm.
Die Straße lag früher innerhalb der Dürener Stadtbefestigung. Das Gebäude der Hauptpost steht im Einmündungsbereich in die Kölnstraße.

## Geschichte
Die Pletzergasse wurde bereits 1355 erwähnt und führte damals von der Oberstraße in östlicher Richtung bis zum ehemaligen Jesuitenkolleg, bog dann im rechten Winkel zur Kölnstraße ab. Über die Namensherkunft besteht Uneinigkeit. Einmal wird Pletzer von Plei, einem Platz, der an der Straße lag, abgeleitet, zum anderen wird der Name auf Pletzer (minderwertiges Fleisch, Wurst aus Fleischabfällen) zurückgeführt.
Die damalige Pletzergasse wurde im parallel zur Hohenzollernstraße verlaufenden Stück beim Wiederaufbau nach dem Zweiten Weltkrieg in Am Pletzerturm benannt. Die Umbenennung erfolgte durch Stadtratsbeschluss vom 28. Mai 1951.